# José Antonio García-Diego
José Antonio García-Diego, (9 de agosto de 1919-Madrid, 28 de enero de 1994) Ingeniero de Caminos, Canales y Puertos; Liberal, republicano y masón, dedicó gran parte de su vida al estudio histórico de la Técnica. 

## Vida y carrera profesional
Cursó estudios en el Instituto Escuela de Madrid y en la escuela de ingenieros de caminos, en donde su padre, Tomás Garcia-Diego de la Huerga, fue catedrático de Historia y Estética de la Ingeniería.
En particular cabe destacar su aportación en el campo de la ingeniería hidráulica con el descubrimiento del manuscrito de Giovanni Francesco Sitoni Tratatto delle virtù et propietá delle acque, del trovarle, eleggerle, livellarle, et condurle, et di alcune altre sue circonstanze y el estudio exhaustivo de Los Veintiún Libros de los Ingenios y Máquinas de Juanelo Turriano. 
Su interés por la historia de la Técnica le llevó a establecer relaciones con numerosos investigadores y sociedades científicas de varios continentes y a crear la Sociedad Latinoamericana de Historia de las Ciencias y de la Tecnología. Debido a la calidad de sus investigaciones fue nombrado, entre otras cosas, Presidente del International Committee for the History of Technology, Vicepresidente de la Sociedad Española de Historia de las Ciencias y de las Técnicas, Miembro de Número de la Académie Internationale d'Histoire des Sciences y Miembro Correspondiente de la Real Academia de Bellas Artes y Ciencias Históricas de Toledo. También fue el creador de la Sociedad Latinoamericana de Historia de las Ciencias y de la Tecnología.
En 1987, unos años antes de su muerte, José Antonio García-Diego decidió crear la Fundación Juanelo Turriano para seguir la tarea por él comenzada, legándole para ello su fortuna y una valiosa biblioteca científica con más de 7.000 volúmenes en 2012, en parte digitalizados. La Fundación lleva el nombre de un brillante científico originario de Cremona que vino a España al servicio de Carlos V. Los estatutos de la esta fundación, con sede en Madrid y reconocida como tal por el Ministerio de Cultura (B.O.E. de 15 de marzo de 1989), son la promoción y coordinación del estudio histórico de la Técnica y de la Ciencia en sus diversas vertientes.

### Libros
- Una muerte y un artificio, ANALES TOLEDANOS, Volumen IX, 1974, Toledo
- Los relojes y autómatas de Juanelo Turriano (Albatros 1982).

### Artículos en revistas
- Restauration of Technological Monuments in Spain, Technology and Culture, n.º 13, julio de 1972.
- Artículo La cueva de Hercules, octubre de 1974, "Revista de obras públicas"  (enlace roto disponible en Internet Archive; véase el historial, la primera versión y la última).
- Una muerte y un artificio, Instituto Provincial de Investigaciones y Estudios Toledanos. Toledo, 1974.
- Cinco documentos relativos a Juanelo Turriano, Boletín de la Real Academia de Bellas Artes y Ciencias Históricas. Toledo, 1977.